# Viaduc des Rochers Noirs

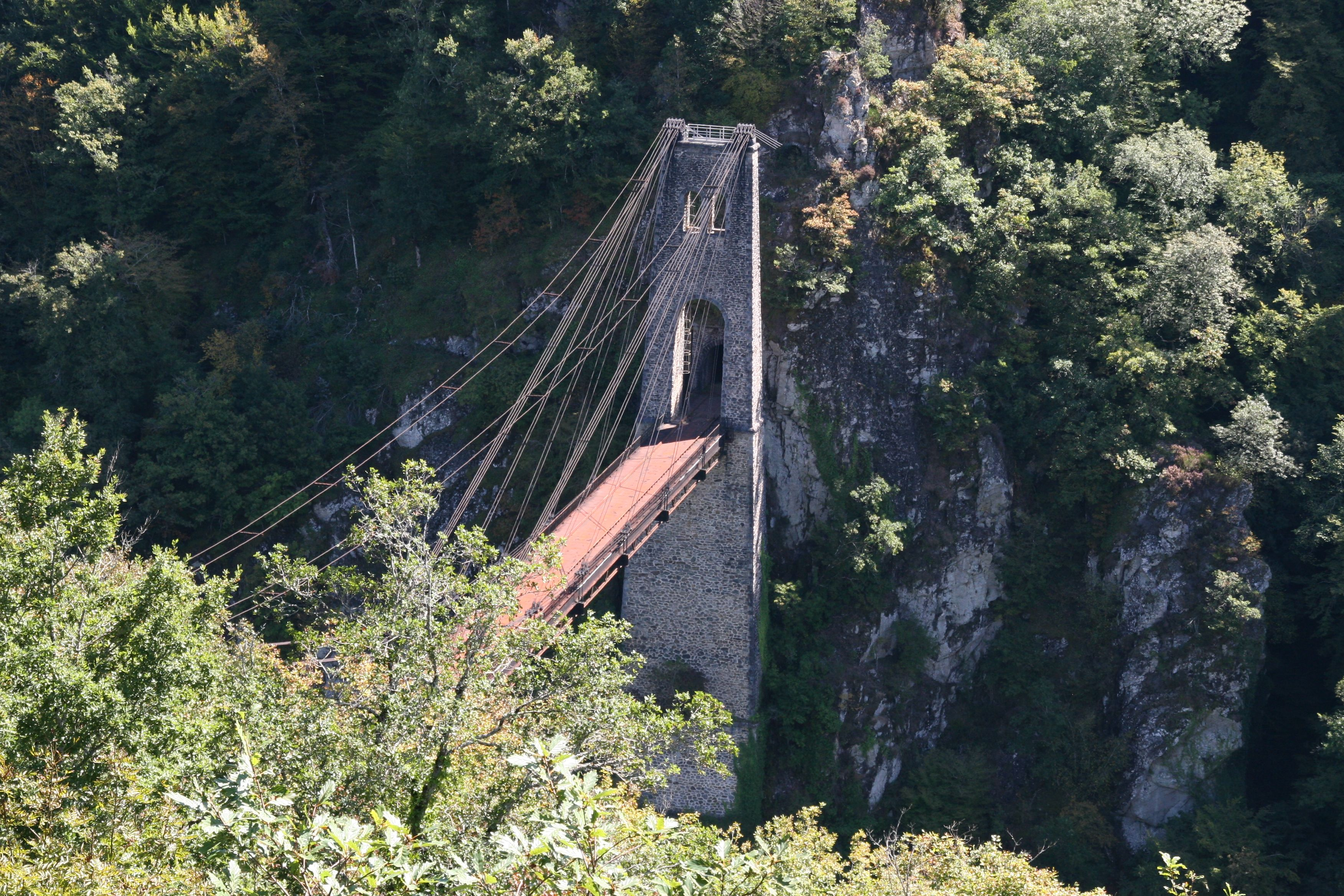
Viaduc des Rochers Noirs

Het Viaduc des Rochers Noirs is een tuibrug in Frankrijk tussen Soursac en Lapleau in de Corrèze. De brug is ontworpen door Albert Gisclard.

## Geschiedenis
De bouw van de brug begon in 1911 en de brug werd in 1913 ingewijd door president Raymond Poincaré. De brug maakte deel uit van het nationale spoornetwerk van de Corrèze. Dit netwerk had de naam 'Transcorrézien' en was een traject tussen Tulle en Ussel. Het netwerk was tot 31 december 1959 in bedrijf, daarna werd het definitief afgesloten. In 1960 werd het spoor vervangen door een geasfalteerde weg.
In 1985 werden de kabels vervangen. Tot 16 juni 2005 kon men nog per auto of gewoon te voet over de brug. Daarna werden barricades en hekken voor de brug geplaatst in verband met de veiligheid.
De brug maakt sinds 2000 deel uit van het Franse beschermd historisch erfgoed.